# Primera Liga de Eslovenia 2025-26
La Primera Liga de Eslovenia 2025-26 es la edición número 35 de la Primera Liga de Eslovenia. La temporada comenzó el 18 de julio de 2025 y terminará en mayo de 2026.
Olimpija Ljubljana es el campeón defensor luego de obtener su cuarto título.

## Formato
Los diez equipos participantes jugarán entre sí todos contra todos cuatro veces totalizando treinta y seis partidos cada uno, al término de la fecha treinta y seis el primer clasificado obtendrá un cupo para la Primera ronda de la Liga de Campeones 2026-27, mientras que el segundo y tercer clasificado obtendrán un cupo para la Segunda ronda de la Liga Conferencia 2026-27. Por otro lado el último clasificado descenderá a la Segunda Liga 2026-27, mientras que el noveno clasificado jugará el Play-off de relegación contra el segundo clasificado de la Segunda Liga 2025-26 para determinar cual de los dos jugaría en la Primera Liga de Eslovenia 2026-27.
Un cupo para la Primera ronda de la Liga Europa 2026-27 será asignado al campeón de la Copa de Eslovenia.

## Ascensos y descensos
| Pos. | Descendidos de Primera Liga 2024-25 |
| ---- | ----------------------------------- |
| 10.º | Nafta 1903                          |

| Pos. | Ascendidos de Segunda Liga 2024-25 |
| ---- | ---------------------------------- |
| 1.º  | Aluminij                           |

## Equipos participantes
| Club               | Ciudad        | Estadio                 | Capacidad |
| ------------------ | ------------- | ----------------------- | --------- |
| NK Aluminij        | Kidričevo     | Aluminij Sports Park    | 1.200     |
| NK Bravo           | Liubliana     | Ljubljana Sports Park   | 2 308     |
| NK Celje           | Celje         | Estadio Z'dežele        | 13 000    |
| NK Domžale         | Domžale       | Domžale Sports Park     | 3 100     |
| FC Koper           | Koper         | Estadio SRC Bonifika    | 4 500     |
| NK Maribor         | Maribor       | Estadio Ljudski vrt     | 12 000    |
| NŠ Mura            | Murska Sobota | Estadio Fazanerija      | 4 500     |
| Olimpija Ljubljana | Liubliana     | Estadio Stožice         | 16 000    |
| ND Primorje        | Ajdovščina    | Ajdovščina City Stadium | 1 630     |
| NK Radomlje        | Radomlje      | Domžale Sports Park     | 3 100     |

## Clasificación
| Pos. | Equipo             | Pts. | PJ | G | E | P | GF | GC | Dif. | Clasificación 2026-27                |
| ---- | ------------------ | ---- | -- | - | - | - | -- | -- | ---- | ------------------------------------ |
| 1    | Celje              | 15   | 5  | 5 | 0 | 0 | 15 | 3  | +12  | Primera fase de la Liga de Campeones |
| 2    | Koper              | 10   | 5  | 3 | 1 | 1 | 10 | 6  | +4   | Segunda fase de la Liga Conferencia  |
| 3    | Radomlje           | 9    | 5  | 3 | 0 | 2 | 8  | 6  | +2   | Segunda fase de la Liga Conferencia  |
| 4    | Olimpija Ljubljana | 9    | 5  | 3 | 0 | 2 | 8  | 9  | −1   |                                      |
| 5    | Maribor            | 8    | 5  | 2 | 2 | 1 | 10 | 8  | +2   |                                      |
| 6    | Bravo              | 7    | 5  | 2 | 1 | 2 | 10 | 8  | +2   |                                      |
| 7    | Aluminij           | 7    | 5  | 2 | 1 | 2 | 7  | 9  | −2   |                                      |
| 8    | Mura               | 4    | 5  | 1 | 1 | 3 | 4  | 7  | −3   |                                      |
| 9    | Primorje           | 3    | 5  | 1 | 0 | 4 | 5  | 12 | −7   | Promoción de descenso                |
| 10   | Domžale            | 0    | 5  | 0 | 0 | 5 | 4  | 13 | −9   | Descenso a Segunda Liga              |

Actualizado a los partidos jugados el 17 de agosto de 2025.
 Fuente: PrvaLiga
Criterios de clasificación: Puntos · Puntos uno-a-uno · Diferencia de gol uno-a-uno · Goles marcados uno-a-uno · Diferencia de gol · Goles marcados

## Resultados
| Local \ Visitante  | ALU | BRA | CEL | DOM | KOP | MAR | MUR | OLI | PRI | RAD |
| ------------------ | --- | --- | --- | --- | --- | --- | --- | --- | --- | --- |
| Aluminij           | —   |     | 2–3 |     |     |     |     | 0–3 |     |     |
| Bravo              | 1–2 | —   |     |     |     |     | 2–0 |     |     |     |
| Celje              |     |     | —   |     |     |     | 3–0 |     |     | 2–0 |
| Domžale            |     |     |     | —   |     | 1–2 |     | 1–3 |     |     |
| Koper              |     | 2–1 |     |     | —   |     |     |     | 2–0 | 1–2 |
| Maribor            |     | 3–3 | 1–2 |     | 2–2 | —   |     | a   |     |     |
| Mura               | 1–1 |     |     | 3–0 |     |     | —   |     |     |     |
| Olimpija Ljubljana |     |     | 0–5 |     | 1–3 | a   | 1–0 | —   |     |     |
| Primorje           |     | 1–3 |     |     |     | 0–2 |     |     | —   | 3–2 |
| Radomlje           | 1–2 |     |     | 2–0 |     |     |     |     | 3–1 | —   |

| Local \ Visitante  | ALU | BRA | CEL | DOM | KOP | MAR | MUR | OLI | PRI | RAD |
| ------------------ | --- | --- | --- | --- | --- | --- | --- | --- | --- | --- |
| Aluminij           | —   |     |     |     |     |     |     |     |     |     |
| Bravo              |     | —   |     |     |     |     |     |     |     |     |
| Celje              |     |     | —   |     |     |     |     |     |     |     |
| Domžale            |     |     |     | —   |     |     |     |     |     |     |
| Koper              |     |     |     |     | —   |     |     |     |     |     |
| Maribor            |     |     |     |     |     | —   |     | a   |     |     |
| Mura               |     |     |     |     |     |     | —   |     |     |     |
| Olimpija Ljubljana |     |     |     |     |     | a   |     | —   |     |     |
| Primorje           |     |     |     |     |     |     |     |     | —   |     |
| Radomlje           |     |     |     |     |     |     |     |     |     | —   |